# 菲洛尼夫卡 (索斯尼齊亞區)
51°33′11″N 32°33′58″E / 51.55306°N 32.56611°E
菲洛尼夫卡（烏克蘭語：Філонівка），是烏克蘭北部的村莊，隸屬切爾尼希夫州的科留基夫卡區。該村面積0.35平方公里，海拔高度121米，2001年人口72，人口密度每平方公里205.7人。